# きゅうり加持

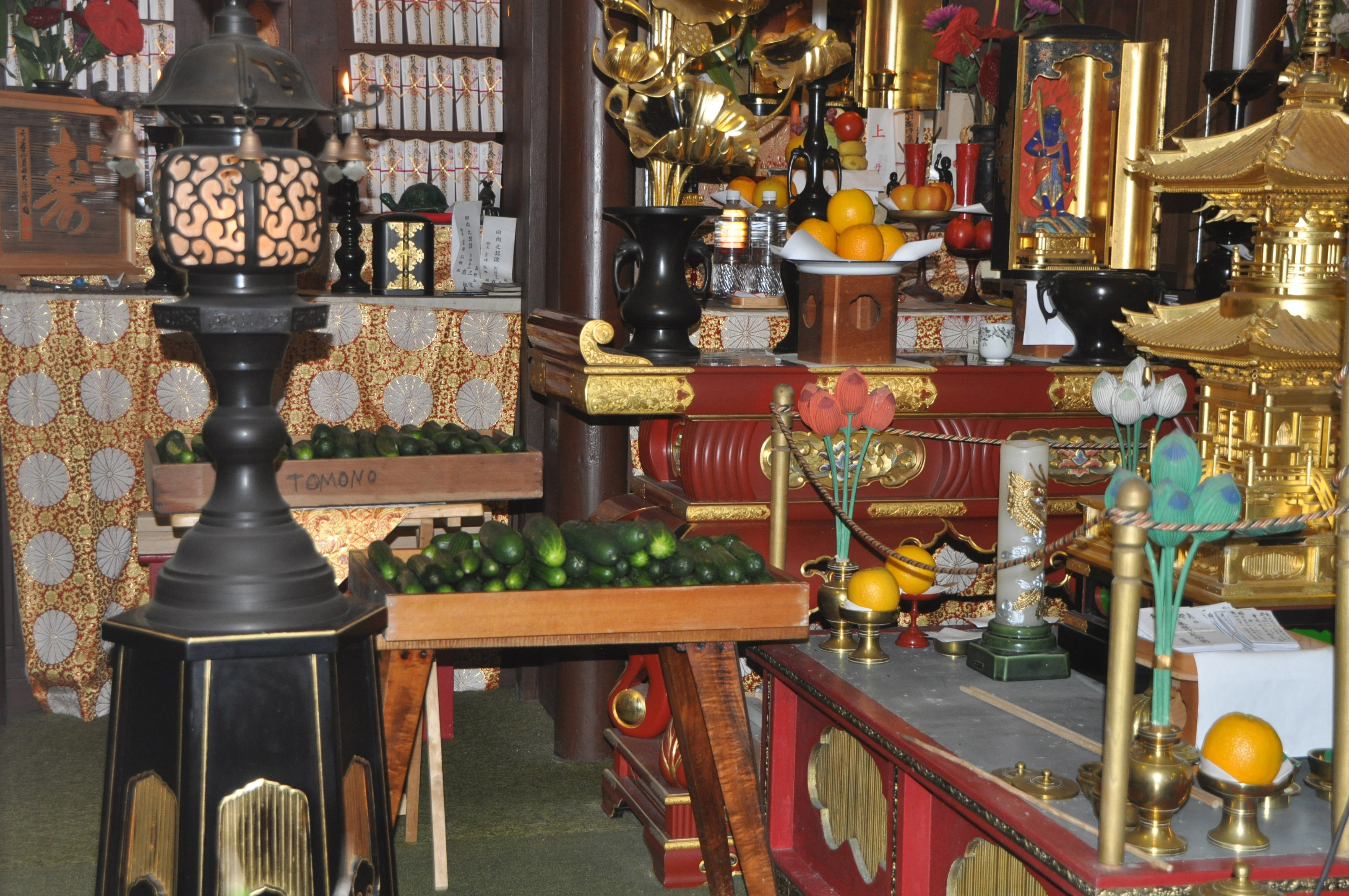
コナ高野山大師寺のきゅうり加持祈祷会に供えられたきゅうり（2014年7月）

きゅうり加持（きゅうりかじ、英語: Cucumber blessing）はきゅうり加持祈祷会、きゅうり封じなどとも呼ばれ、盛夏、特に土用の丑の日ころにきゅうりにあやかって暑い夏を乗り切ろうとする祈祷儀式である。

## 概要
夏の食物の中で、水分が多く栄養価が高い「きゅうり」に、疫病、厄難を封じ こめて、夏の暑い時期を無病息災に過ごすために、特に土用の丑の日ころの祈祷で、中国、朝鮮、日本で広まった庶民信仰である。空海がキュウリに疫病を封じて病気平癒を祈願したことにちなみ、厄病除けの祈祷「きゅうり封じ」（きうり加持）が行われるようになったともいう。日本国内では、四国一宮寺、小豆島霊場40番札所・保安寺、永徳寺、神光院、栴檀寺、転法輪寺などで行われている。